# Clinocippus
Clinocippus is een geslacht van hooiwagens uit de familie Cranaidae.
De wetenschappelijke naam Clinocippus is voor het eerst geldig gepubliceerd door Roewer in 1932. 

## Soorten
Clinocippus is monotypisch en omvat slechts de volgende soort:
- Clinocippus albater